# Once Dead
Once Dead é uma banda cristã de thrash metal formada em 2004 em Los Angeles, Califórnia por ex integrantes da banda Vengeance Rising, menos o vocalista Roger Martinez.
O grupo seria uma reunião da banda Vengeance Rising, mas devido a problemas pelo fato do vocalista Roger Martinez, do Vengeance Rising, não ter participado da reunião, o grupo decidiu mudar o nome para Once Dead.
Em 2005, a banda contou com o vocalista do Ultimatum, Scott Waters, e lançaram um DVD chamado "Return With A Vengeance". Então decidiram continuar juntos e começarem a produzir um novo material.
A banda então começou a produzir material para um novo álbum, porém o baterista Glen Mancaruso deixou a banda, sendo substituído pelo baterista Jim Chaffin. Depois o baixista Roger Dale deixou a banda, sendo substituído pelo baixista Angelo Espino, que havia tocado no Hirax. A banda também recebeu um novo integrante, o guitarrista Glenn Rogers, que havia tocado no Deliverance e no Hirax.
Em 2006, a banda perdeu o vocalista Scott Waters, e o vocalista Devin Shaeffer integrou na banda e ocupou o lugar deixado pelo Scott. E 2008 a banda lançou seu primeiro álbum, o Visions Of Hell, pela gravadora Open Grave.

## Membros
Atuais
- Angelo Espino - Baixo
- Devin Shaeffer - Vocal
- Doug Thieme - Guitarra
- Larry Farkas - guitarra
- Jim Chaffin - Bateria

Antigos
- Scott Waters - Vocal
- Glen Mancaruso - Bateria
- Roger Dale - Baixo
- Glenn Rogers - Guitarra

## Discografia
- Visions Of Hell (2008)

## Videografia
- Return With A Vengeance (2005)